# 信条
信条（しんじょう）とは、キリスト教の教会がその教理・教義を神と人に示す成文箇条。信経（しんきょう）とも訳される。本記事では、主にキリスト教会の信条について述べる。
信仰告白と意味的に近いが分けて用いられることのある語である(詳細は信仰告白の項目を参照)。

## 概要
キリスト教会は、その歴史上、幾度もの教理・教義論争と分裂を繰り返してきた。信条は、所属信徒に対し拘束力を持った客観的な信仰基準である。
使徒信条、ニカイア・コンスタンティノポリス信条、カルケドン信条、アタナシオス信条は、近世に発生したある種の自由主義的な教派をのぞいて、すべてのキリスト教会が基本的に受け入れており、中世以前においては、これらの信条に反対する教派は、異端として排除された。
信条は、偽教理、異端、誤りを、使徒の教え、使徒の教理で識別し、教会から追放するために作成された。
使徒信条は異教とキリスト教を区別するものに過ぎず、プロテスタント固有の正統性を保証するものではない。
宗教改革とそれに続くプロテスタント正統主義時代の信仰告白はローマ・カトリック教会の教えを排除している。プロテスタントにおいて、信条、信仰告白は聖書に従属する。
一方、ローマ・カトリック側は対抗宗教改革のトリエント公会議でプロテスタント側を断罪している。
教理の仔細はカテキズムにより補われる。